# Его звали Роберт
«Его́ зва́ли Ро́берт» — советский научно-фантастический художественный фильм 1967 года.

## Сюжет
Учёный Сергей Сергеевич (Олег Стриженов) создаёт экспериментального человекоподобного робота (Олег Стриженов), предназначенного, по его замыслу, для освоения недоступного людям дальнего космоса, и даёт ему имя Роберт. Робот внешне похож на своего создателя, как его брат-близнец. Сергей Сергеевич решает провести испытание робота на существование в человеческой среде и отправляет его на свидание с невестой одного из своих сотрудников Таней (Марианна Вертинская). Однако Роберт неожиданно «влюбляется» в неё и с готовностью выполняет все, даже самые нелепые и опасные задания девушки, понимая приказы буквально. В конце концов робот выходит из-под контроля и даже исчезает из поля зрения учёных, отправляясь вслед за Таней в горы, в лагерь альпинистов, где оказывается в одном номере с неким простоватым гражданином Кнопкиным (Михаил Пуговкин).
Надвигаются опасные последствия. Учёные бросаются на розыски робота, находят его, но их расспросы приводят к тому, что за того самого робота все начинают принимать Кнопкина, в связи с чем возникает много комедийных ситуаций.
Таня же тем временем дает Роберту слишком много человеческих заданий, которые тот в принципе не может выполнить. Его схемы от перенапряжения выходят из строя, и он ломается. Создатели робота находят его и забирают на регенерацию. Учёные понимают, что к условиям неизведанного и непредсказуемого робот непригоден, и в полёт начинают готовить человека.

## Аллюзии и параллели
Илья Кукулин сравнивает этот фильм с более поздними «Приключениями Электроника», в котором также рассматривается взаимодействие человека с двойником-роботом. Но если Евгений Велтистов и вслед за ним Константин Бромберг решают эту проблему в оптимистическом ключе — здесь мы видим умеренный пессимизм, человеческие свойства оказываются непосильной для робота задачей.
Фильм на подобную тему — эксцентрическую комедию «Формула радуги» (1966) — снял тогда и Георгий Юнгвальд-Хилькевич. Тема роботов-двойников прозвучала также в сатирической повести-антиутопии 1966 года Александра Шарова «После перезаписи».

## В ролях
| Актёр               | Роль            |
| ------------------- | --------------- |
| Олег Стриженов      | Сергей / Роберт |
| Марианна Вертинская | Таня            |
| Михаил Пуговкин     | Кнопкин         |
| Марсель Марсо       | камео           |
| Владимир Поболь     | Геннадий        |
| Нина Мамаева        | Катюша          |
| Игорь Ефимов        | Эпизод          |
| Пантелеймон Крымов  | машинист        |
| Николай Макеев      | Эпизод          |
| Алексей Драницын    | Эпизод          |
| Юрий Толубеев       | Инспектор       |
| Александр Яровой    | дружинник       |
| Лариса Архипова     | подруга Тани    |

Песню исполняет Алиса Фрейндлих.

## Съёмочная группа
- Авторы сценария: Лев Куклин, Юзеф Принцев
- Режиссёр: Илья Ольшвангер
- Оператор: Эдгар Штырцкобер
- Композитор: Андрей Петров
- Монтажер: Елена Миронова

## Съёмки
Съёмки фильма едва не оказались полностью сорванными вследствие запоя исполнителя главной роли Стриженова. В результате скандала трудовой договор с актёром был расторгнут, с него удержали треть месячной зарплаты. Фильм вышел на экраны лишь благодаря тому, что этот инцидент произошёл в самом конце съёмочного периода, и Стриженова просто обязали досняться в оставшихся сценах.
В фильме использован костюм робота Джона из кинофильма «Планета бурь», при этом устрашающий вид его был весьма упрощён, а голова заменена на более нелепую.

## Технические данные
- Цветной
- Звуковой (4-канальный стереозвук)
- Широкоэкранный

## Награды
- Премия «Золотой шар» и диплом на МКФ фантастических фильмов в Милане (1969).